# Powiat de Radom
Pour les articles homonymes, voir Radom.
Le powiat de Radom (polonais : powiat radomski) est un powiat (district) de la voïvodie de Mazovie, dans le centre-est de la Pologne.
Elle est née le 1er janvier 1999, à la suite des réformes polonaises de gouvernement local passées en 1998. 
Le siège administratif du powiat est la ville de Radom, bien que ne faisant pas partie du territoire du powiat. Il y a trois autres villes dans le powiat : Pionki qui se trouve à 22 kilomètres au nord-est de Radom, Iłżaà 27 kilomètres au sud de Radom et Skaryszew à 12 kilomètres au sud-est de Radom. 
Le district couvre une superficie de 1 529,75 kilomètres carrés. En 2006, sa population totale est de 145 232 habitants, avec une population pour la ville de Pionki de 19 788 habitants, pour la ville d'Iłża de 5 165 habitants, pour la ville de Skaryszew de 3 989 habitants et une population rurale de 116 290 habitants.

## Powiaty voisines
À part la ville de Radom, la Powiat de Radom est bordée des powiaty de: 
- Białobrzegi au nord
- Kozienice au nord-est
- Zwoleń à l'est
- Lipsko au sud-est
- Starachowice au sud
- Szydłowiec au sud-ouest
- Przysucha à l'ouest

## Division administrative

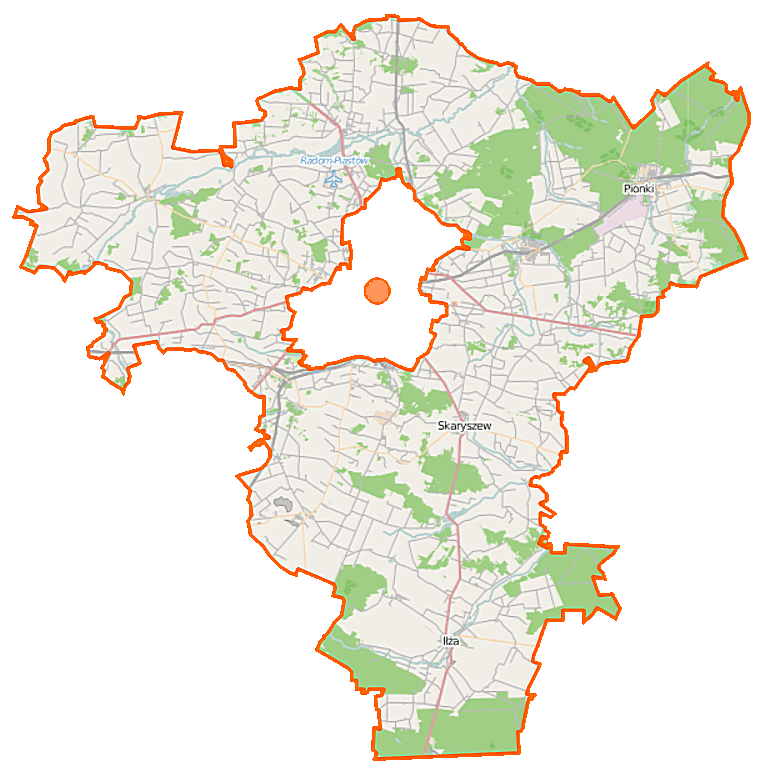
Carte du powiat

Le district est subdivisé en 13 gminy (communes) (une urbaine, deux mixtes et 10 rurales) : 
- 1 commune urbaine : Pionki ;
- 2 communes urbaine-rurales : Iłża et Skaryszew ;
- 10 communes rurales : Jedlińsk, Jedlnia-Letnisko, Zakrzew, Kowala, Wierzbica, Pionki, Wolanów, Gózd, Przytyk et Jastrzębia.

Celles-ci sont inscrites dans le tableau suivant, dans l'ordre décroissant de la population.
| Gmina            | Type    | Supérficie (km²) | Population (2008) | Chef-lieu        |
| Pionki           | urbaine | 18.3             | 19,419            |                  |
| Iłża             | mixte   | 255.8            | 15,416            | Iłża             |
| Skaryszew        | mixte   | 171.4            | 13,637            | Skaryszew        |
| Jedlińsk         | rurale  | 138.7            | 13,623            | Jedlińsk         |
| Jedlnia-Letnisko | rurale  | 65.6             | 11,766            | Jedlnia-Letnisko |
| Zakrzew          | rurale  | 96.2             | 11,600            | Zakrzew          |
| Kowala           | rurale  | 74.7             | 10,985            | Kowala           |
| Wierzbica        | rurale  | 94.0             | 10,043            | Wierzbica        |
| Pionki           | rurale  | 230.8            | 9,823             | Pionki           |
| Wolanów          | rurale  | 82.9             | 8,397             | Wolanów          |
| Gózd             | rurale  | 77.8             | 8,198             | Gózd             |
| Przytyk          | rurale  | 134.1            | 7,053             | Przytyk          |
| Jastrzębia       | rurale  | 89.5             | 6,521             | Jastrzębia       |

## Démographie
Données du 31 décembre 2007:
| Description | Total   | Total | Femmes | Femmes | Hommes | Hommes |
| ----------- | ------- | ----- | ------ | ------ | ------ | ------ |
| Unité       | Nombre  | %     | Nombre | %      | Nombre | %      |
| Population  | 144 591 | 100   | 72 616 | 50,2   | 71 975 | 49,78  |
| Urbain      | 29 123  | 20,14 | 15 103 | 10,45  | 14 020 | 9,70   |
| Rural       | 115 468 | 79,86 | 57 513 | 39,78  | 57 955 | 40,08  |

## Histoire
De 1975 à 1998, les différentes gminy du powiat actuelle appartenaient administrativement à la Voïvodie de Radom.